# Historique de l'AS Monaco en Coupe de la Ligue
 (février 2025).
Si vous disposez d'ouvrages ou d'articles de référence ou si vous connaissez des sites web de qualité traitant du thème abordé ici, merci de compléter l'article en donnant les références utiles à sa vérifiabilité et en les liant à la section « Notes et références ».
Dernière mise à jour : 17 mai 2018.
L'AS Monaco a participé à toutes les éditions de la Coupe de la Ligue française de football, jusqu'à son arrêt en 2020.
Le club remporte la compétition lors de l'édition 2003 et atteint la finale lors de l'édition 2001, 2017 et 2018.

## Bilan saison par saison
Les matches sont présentés par décennie.

## Bilan des finales

### 2001, une première finale perdue
La finale a eu lieu le 5 mai au Stade de France. L'Olympique lyonnais l'a emporté sur l'AS Monaco sur le score de 2 buts à 1 après prolongation. Les buteurs sont Caçapa (35e minute) et Patrick Müller (118e minute) pour Lyon contre un but de Shabani Nonda (64e minute) pour Monaco.

### 2003, deuxième victorieuse
La finale a eu lieu le 17 mai 2003 au Stade de France. L'AS Monaco FC l'a emporté 4 buts à 1 contre le FC Sochaux. Les buts furent marqués par Ludovic Giuly (56e minute), Sébastien Squillaci (60e), Dado Pršo (66e) et encore un de Giuly (77e) pour Monaco contre un but sur pénalty par Niša Saveljić à la 87e pour Sochaux.

### 2017, une première déroute face à Paris
La finale a eu lieu le 1 avril 2017 au Parc OL. Le Paris Saint-Germain l'a emporté 4 buts à 1 contre l'AS Monaco. Les buts furent marqués par Julian Draxler (4e minute), Angel Di Maria (44e) et Edinson Cavani (54e, 90e) pour Paris contre un but de Thomas Lemar à la 27e pour Monaco.

### 2018, une seconde déroute face à Paris
La finale a eu lieu le 31 mars 2018 au Stade Matmut-Atlantique de Bordeaux. Pour la deuxième année consécutive, l'AS Monaco se retrouvait en finale avec le Paris Saint-Germain, contre qui le club asémiste avait perdu l'année précédente. Lors de ce match, le club parisien l'a emporté 3 buts à 0. Les buts furent marqués par Edinson Cavani dès la 8e minute de jeu sur pénalty puis par Kylian Mbappé, transféré de Monaco à Paris durant le mercato estival, à la 21e. Edinson Cavani réalise un doublé comme l'année précédente en alourdissant le score en fin de match (85e).

## Statistiques

### Collectives
| Résultat                                  | Nombre                                 |
| ----------------------------------------- | -------------------------------------- |
| Vainqueur                                 | 1 (2003)                               |
| Finaliste                                 | 3 (2001, 2017, 2018)                   |
| Demi-finaliste                            | 4 (1997, 2005, 2006, 2015)             |
| Quart de finaliste                        | 4 (1995, 1996, 2002, 2011)             |
| Huitième de finaliste                     | 6 (1999, 2000, 2007, 2008, 2013, 2016) |
| Seizième de finaliste                     | 5 (1998, 2004, 2009, 2010, 2014)       |
| Élimination avant les seizièmes de finale | 1 (2012)                               |
| Total                                     | 24                                     |

| Résultat                        | Nombre |
| ------------------------------- | ------ |
| Matchs                          | 64     |
| Victoires                       | 41     |
| à la fin du temps règlementaire | 32     |
| en prolongations                | 1      |
| aux tirs au but                 | 8      |
| Défaites                        | 23     |
| à la fin du temps règlementaire | 18     |
| en prolongations                | 1      |
| aux tirs au but                 | 4      |
| Buts marqués                    | 94     |
| Buts encaissés                  | 66     |
| Différence de buts              | +28    |

### Individuelles

#### Buteurs
| no | Joueur                    | Buts |
| -- | ------------------------- | ---- |
| 1  | Sonny Anderson            | 8    |
| 2  | Radamel Falcao            | 6    |
| 3  | Shabani Nonda             | 5    |
| 4  | Marcelo Gallardo          | 4    |
|    | Ludovic Giuly             | 4    |
|    | Dado Pršo                 | 4    |
| 7  | Kylian Mbappé             | 3    |
|    | Yannick Ferreira Carrasco | 3    |
|    | Ibrahima Touré            | 3    |
|    | Emmanuel Adebayor         | 3    |

## Compétitions non officielles

### Coupe de la Ligue ancienne version
L'AS Monaco participera aux deux éditions, mais ne dépassant pas la phase de poules lors de deux compétitions.

#### Classements finaux
Seule la première place de groupe est qualificative pour la phase finale de la compétition.
| Compétition | Résultat final         |
| ----------- | ---------------------- |
| 1963-1964   | 2e du groupe 5 (sur 4) |
| 1964-1965   | 4e du groupe 8 (sur 4) |

### Coupe de la Ligue
Le club participe à l'édition 1984, atteignant la finale, ainsi qu'à l'édition 1986, 1992 et 1994.

#### Classements finaux
| Compétition | Résultat final         |
| ----------- | ---------------------- |
| 1984        | Finale                 |
| 1986        | 2e du groupe 8 (sur 4) |
| 1992        | 1⁄8                    |
| 1994        | 1⁄2                    |